# Sienno (Słupca)
Pour les articles homonymes, voir Sienno.
Sienno (prononciation : [ˈɕennɔ]) est un village polonais de la gmina d'Ostrowite dans le powiat de Słupca de la voïvodie de Grande-Pologne dans le centre-ouest de la Pologne.
Il se situe à environ 4 kilomètres à l'ouest d'Ostrowite (siège de la gmina), à 13 kilomètres au nord-est de Słupca (siège du powiat) et à 74 kilomètres à l'est de Poznań (capitale régionale).

## Histoire
De 1975 à 1998, le village faisait partie du territoire de la voïvodie de Konin.

Depuis 1999, Sienno est situé dans la voïvodie de Grande-Pologne.